# 7560
7560（七千五百六十、ななせんごひゃくろくじゅう）は自然数、また整数において、7559の次で7561の前の数である。

## 性質
- 7560は合成数であり、約数は 1, 2, 3, 4, 5, 6, 7, 8, 9, 10, 12, 14, 15, 18, 20, 21, 24, 27, 28, 30, 35, 36, 40, 42, 45, 54, 56, 60, 63, 70, 72, 84, 90, 105, 108, 120, 126, 135, 140, 168, 180, 189, 210, 216, 252, 270, 280, 315, 360, 378, 420, 504, 540, 630, 756, 840, 945, 1080, 1260, 1512, 1890, 2520, 3780, 7560 である。
  - 約数の和は28800。
- 約数を64個もつ20番目の高度合成数である。1つ前は5040、次は10080。また超過剰数ではない最小の高度合成数である。
  - 約数を64個もつ最小の数である。次は9240。(オンライン整数列大辞典の数列 A172443)
- 7560° = 360° × 21 であり、21回転分の角度にあたる。
- 1254番目のハーシャッド数である。1つ前は7546、次は7580。
  - 18を基とする262番目のハーシャッド数である。1つ前は7542、次は7614。
- 7560 = 23 × 33 × 5 × 7
  - n = 3のときの 2n × 3n × 5 × 7 の値とみたとき1つ前は1260、次は45360。
  - 4つの異なる素因数の積で p3 × q3 × r × s の形で表せる最小の数である。次は11880。(オンライン整数列大辞典の数列 A190108)
- 7560 = 5 × 63 × 7 = 65 − 63
  - n = 6 のときの n5 − n3 の値とみたとき1つ前は3000、次は16464。(オンライン整数列大辞典の数列 A133754)
- 約数の和が7560になる数は27個ある。(2784, 3040, 3228, 3320, 3580, 3608, 3770, 3916, 4012, 4024, 4028, 4190, 4654, 4726, 4814, 4838, 5667, 5785, 5945, 6295, 6409, 7123, 7279, 7339, 7367, 7387, 7559) 約数の和27個で表せる3番目の数である。1つ前は7200、次は9072。
- 各位の和が18になる534番目の数である。1つ前は7551、次は7605。